# Rude (Magic!)
Rude is een nummer van de Canadese band Magic! uit eind 2013 en begin 2014. Het is de eerste single van hun debuutalbum Don't Kill the Magic.
Het nummer gaat over een jongen die verliefd is op een meisje, en haar vader vraagt met haar te trouwen. De vader weigert echter, tot grote teleurstelling van de jongen. "Rude" werd een wereldwijde hit, en werd de negende bestverkochte single van 2014. Het nummer haalde de 6e positie in Canada, het thuisland van Magic! In de Nederlandse Top 40 bereikte het de 3e positie, maar in de Vlaamse Ultratop 50 was het minder succesvol met een 37e positie.